# Sandra (película)
Sandra (Vaghe stelle dell'Orsa) es una película dramática italiana de 1965 dirigida por Luchino Visconti. 

## Argumento
Después de años de ausencia, Sandra (Claudia Cardinale) vuelve a Volterra, su ciudad natal, para asistir a una ceremonia de donación del jardín familiar en el municipio  en memoria de su padre. Va acompañada por su marido Andrew, locamente enamorado de ella y deseoso de conocer el lugar donde su esposa pasó la juventud.
En esta inmensa casa, Sandra es invadida por los recuerdos del pasado. Encuentra su hermano Gianni (Jean Sorel), joven escritor con el que mantiene una relación ambigua y que escribe una novela autobiográfica Vaghe stelle dell'Orsa  («Pálidas estrellas de la Gran Osa»), título del comienzo del poema El Ricordanze  de la recolección Canti  de Giacomo Leopardi. Vuelve a ver igualmente su madre, pianista, que tiene graves trastornos psiquiátricos.
Andrew descubre poco a poco que la familia está atormentada por la muerte del padre, brillante intelectual judío deportado por los nazis y muerto en Auschwitz. Sandra y Andrew atribuyen la responsabilidad de esta muerte a una denuncia de su madre y de su amante, convertida después en su segundo marido. Aturdida por este descubrimiento, Andrew organiza una reunión familiar per tal de esclarecer la situación. En el momento de esta comida, las dudas que mantenía cuando en la relación incestuosa de Sandra con Gianni parecen confirmados. Después de pelearse con Gianni, macha de casa y se va a los Estados Unidos. Gianni amenaza Sandra de suicidarse si le deja. Entre su hermano y su esposo, Sandra escoge a su esposo y decide volver con Andrew después de la ceremonia. Loco de dolor, Gianni quema su novela y se suicida.

## Reparto
- Sandra Dawdson: Claudia Cardinale
- Andrew Dawdson: Michael Craig
- Gianni Luzatti: Jean Sorel
- Corinna Gilardini (la madre): Marie Bell
- Antonio Gilardini (el suegro): Renzo Ricci
- Pietro Formari: Fred Williams
- Fosca, la sirviente: Amalia Troiani

## Premios y distinciones
Festival Internacional de Cine de Venecia
| Año  | Categoría   | Resultado |
| ---- | ----------- | --------- |
| 1966 | León de Oro | Ganador   |

## Comentario
Esta película no es la más conocida de las de  Visconti. Se trata sin embargo de una película de una sensibilidad destacable y admirablemente interpretada. A través de los personajes de Sandra y de Gianni, se ve aparecer una transposición moderna de las figuras de Electra y de  Orestes. Como Electra, Sandra es odiada por su madre porque «no hace nada, no dice nada pero está allí». Como Orestes, Gianni vuelve para vengar la memoria de su padre pero también para encontrar a su hermana. El mito de Edipo es igualmente muy presente, ya que no se sabe muy bien si es la fascinación que tenía Sandra por su padre la que la empuja hacia su hermano o si es al contrario su relación incestuosa con su hermano la que le imprime su fascinación por su padre. Este acercamiento con figuras de la mitología griega es acentuado por la apariencia física de Sandra, el peinado y la cara de la que evocan la estatuaria griega.
Vaghe Stelle dell'Orso es también una película sobre el tiempo y sobre la memoria. El tiempo ha quedado cuajado en la gran casa de Volterra. Se podría creer que nada ha cambiado desde la salida de Sandra y Gianni, y se ve que el tiempo ya no puede pasar desde el recuerdo traumatizante y no resuelto de la muerte del padre. El mismo Gianni no consigue vivir fuera del pasado, y su muerte trágica acaba paralizando su destino en una eternidad presente. Sandra, por el contrario, logra extraerse de este pasado atormentado y escoger el futuro, decidiendo unirse con Andrew. 

## Luchino Visconti: a propósito de Sandra
Lo que me ha interesado siempre son las situaciones extremas, los momentos en el que una tensión anormal revela la verdad de los seres humanos.

He escogido el tema del incesto, porque el incesto es el último tabú de la sociedad contemporánea.

A la família quedan sin duda los únicos tabús que nos quedan, las últimas prohibiciones sociales y morales, los últimos amores imposibles. La familia representa una especie de destino que es imposible eludir.

(...) Así, hay en mi película muertos y de los presuntos culpables, si no que son los verdaderos culpables y las verdaderas víctimas, que no es dice. (...) La ambigüedad es el verdadero aspecto de todos los personajes de la película excepto uno, la de Andrew, el marido de Sandra. (...) Finalmente, esta película es policiaca, en suma, donde todo está claro en el inicio y oscuro finalmente, como cada vez que cada uno comienza la difícil empresa de leer en él mismo con la seguridad fanfarrona de no tener nada que aprender, y que se encuentra entonces con la acongojante problemática del no-ser.

Claudia Cardinale, intérprete de Sandra) da a veces una impresión estática, pero es el que me permitirá de sacar provecho de su cara, su piel, sus ojos, su mirada, su sonrisa. Mejor, el personaje había sido escrito sobre ella, y no solo en lo que su aparente simplicidad esconde un enigma, pero también para la adherencia somática de su figura que, desde las mujeres etruscas, han llegado hasta nosotros.